# Jean-Baptiste Roggieri
Jean-Baptiste Roggieri (Diano Marina, februari 1761 – Parijs, 15 april 1827) was een Italiaans-Frans politicus en bestuurder. Hij was onder andere gevolmachtigd minister en senator van de Ligurische Republiek, prefect van het Franse departement van de Apennijnen in Sarzana, prefect van Nedermaas in Maastricht en prefect van Gard in Nîmes.

## Levensloop
Jean-Baptiste (Giovanni Battista) Roggieri werd geboren in een kleine kustplaats in de republiek Genua, niet ver van de Franse grens. In 1797 ging de republiek Genua onder Franse druk op in de Ligurische Republiek. Aangezien Roggieri de beginselen van de Franse Revolutie was toegedaan, maakte hij snel carrière. Nog in 1797 werd hij gevolmachtigd minister, later tevens senator en lid van het hooggerechtshof van de nieuwe republiek. Hij was bestuurder van de streek rond Sarzana, waar Napoleons familie oorspronkelijk vandaan zou zijn. In 1805 annexeerden de Fransen de Ligurische Republiek, waarna Roggieri benoemd werd als prefect van het in dat jaar gecreëerde Apennijnendepartement.

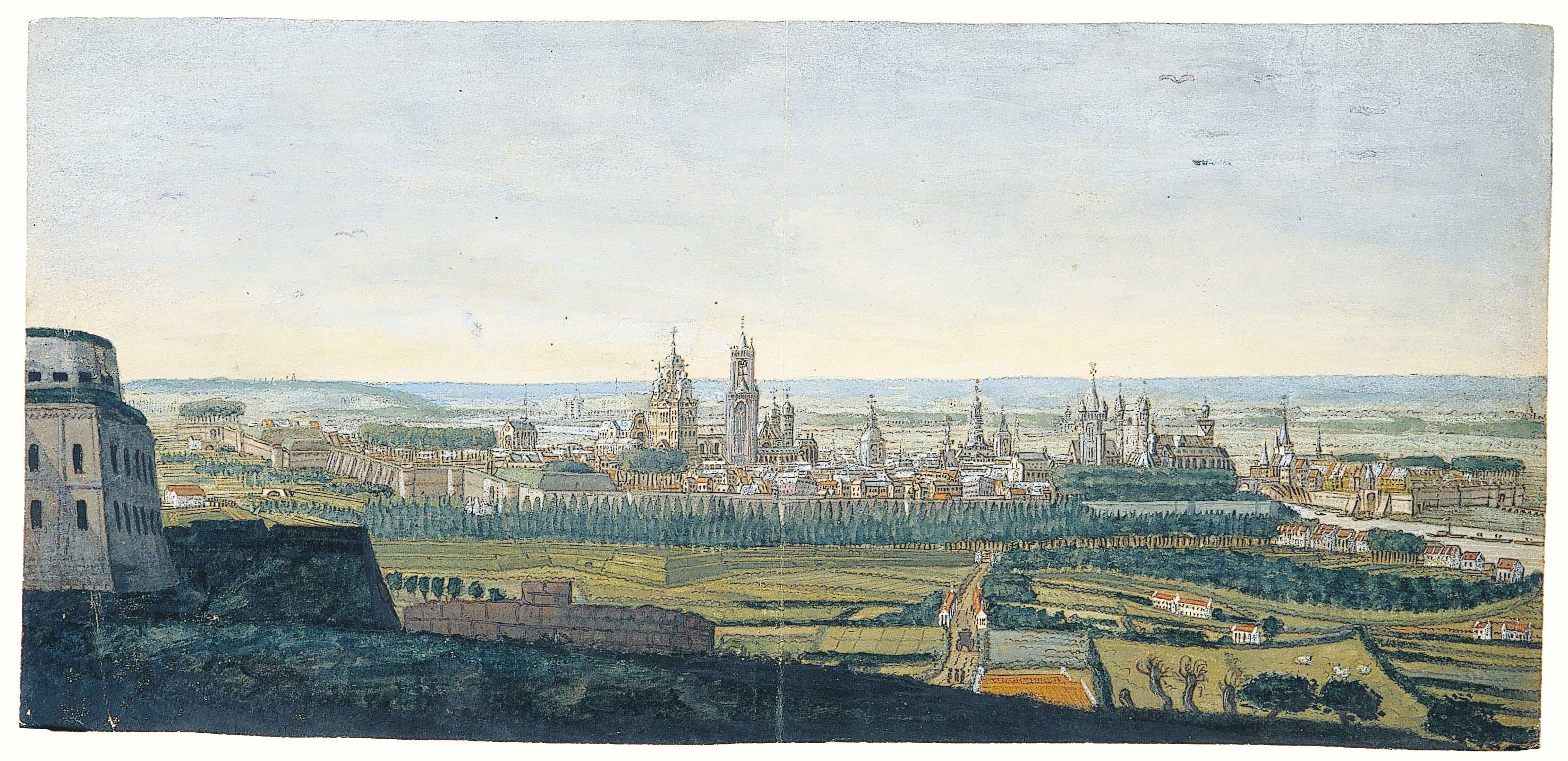
Maastricht ten tijde van Roggieri, gezien vanaf de Sint-Pietersberg, ca. 1804

In de periode 1806-1814 was Roggieri werkzaam in Maastricht, waar hij op 31 januari 1806 werd geïnstalleerd als prefect van het departement Nedermaas, als opvolger van Pierre Loysel (1801-1805). De prefectuur was gevestigd in het gouvernementspaleis aan de Bouillonstraat, waar voorheen de militaire gouverneurs van Maastricht resideerden. Volgens bisschop Zaepfell van Luik was hij lui, maar wel eerlijk en stond hij vriendelijk tegenover de geestelijkheid. Anderen hadden meer waardering voor hem. Zo stelde de jurist Membrede in 1810 voor om in Parijs salarisverhoging voor Roggieri aan te vragen om zo te voorkomen dat hij uit Maastricht zou vertrekken. Burgemeester Michiels van Kessenich van Roermond stuurde hem met dezelfde bedoeling een set kostbaar tafellinnen. Een van de zaken waar hij zich voor inzette was de ontginning van de Kempense heidevelden. Op cultureel gebied beijverde hij zich om aan de Maastrichtse schouwburg een vast gezelschap te verbinden. In 1811 werd hij opgenomen in de empireadel met de titel baron préfet.
Terwijl hij eerst een enthousiast aanhanger was van Napoleon Bonaparte, blijkt uit zijn correspondentie van 1814 dat hij uitzag naar het einde van diens keizerschap. Hij schroomde niet om op briefpapier van Napoleon zijn diensten nederig aan te bieden aan Lodewijk XVIII van Frankrijk. In april van dat jaar liet hij een Te Deum zingen in de Sint-Servaaskerk ter ere van de nieuwe koning en kregen alle militairen van het Maastrichtse garnizoen opdracht een witte kokarde te dragen. Na de capitulatie van Maastricht op 5 mei 1814 hoopte Roggieri zijn functie te kunnen behouden in het nieuwe staatsbestel, maar op 9 mei van dat jaar werd hij gedwongen te vertrekken.
In 1815 was hij korte tijd (gedurende de Honderd Dagen van Napoleon) prefect van het departement Gard in Zuid-Frankrijk. De prefectuur was in die tijd gevestigd in het voormalig bisschoppelijk paleis in Nîmes. Ook in Nîmes weigerde Roggieri te vertrekken nadat bekend was geworden dat Napoleon definitief verslagen was, en moest hij worden afgezet.
Roggieri vestigde zich in Parijs, waar hij op 66-jarige leeftijd overleed. Zijn graf op de Cimetière du Père-Lachaise bleef bewaard.